# 過海隧道巴士698R線
過海隧道巴士698R線是香港一條已停辦的假日巴士路線，來往小西灣（藍灣半島）及黃石碼頭，由城巴獨自營運。

## 歷史
運輸署及巴士公司於《2003-2004年巴士路線發展計劃》提出開辦兩條來往西貢郊野公園的過海路線，當時暫定編號為395（小西灣（藍灣半島）↔西貢（北潭涌））及396（石排灣邨公共運輸交匯處↔西貢（北潭涌））。兩線分別由城巴及九巴投得，並將路線號定為698R及T6。
- 2003年6月15日：本線投入服務，初時往來小西灣（藍灣半島）及北潭涌[1][2]。
- 2004年2月25日：提早小西灣開車時間（所有班次提早一小時）[3]，並重組柴灣區內巴士站[4]。
- 2004年5月23日：因應西貢市交通控制措施，下午4時至8時於西貢警署之巴士站暫停服務。
- 2005年3月25日：因應復活節及清明節假期，臨時延長總站至西貢（黃石碼頭），調升全程車費（當時由$21.0增至$26.0），並調整下午回程開車時間（所有班次提早20分鐘開出）[5]，一個月後永久實施[6]。
- 2008年2月3日：配合西貢北公共交通交匯處啟用，往黃石碼頭方向繞經該處而不經西貢巴士總站[7]。
- 2008年6月8日：來回程皆不再停靠西貢公路「南邊圍」站。[8]
- 2010年6月13日：取消由小西灣開出之09:30班次及由黃石碼頭開出之17:40班次（兩者取消前均為所屬方向之尾班車）。
- 2013年1月20日：取消由小西灣開出之09:00班次及由黃石碼頭開出之17:10班次（兩者取消前均為所屬方向之尾班車）。[9]
- 2014年11月16日：取消服務，最後服務日期為2014年11月9日。[10][11]

## 服務時間及班次
- 逢星期日及公眾假期[12]:
  - 小西灣（藍灣半島）開:08:00、08:30
  - 黃石碼頭 :16:10、16:40

## 車費
全程：$27.2
- 北潭涌往小西灣（藍灣半島）／東區海底隧道收費廣場往黃石碼頭：$22.1
- 煜明苑往黃石碼頭：$17.9
- 小西灣（藍灣半島）往北潭涌：$22.1 （須用八達通,並須於上車拍卡及下車後於指定巴士站裝設拍卡機拍卡一次)
- 東區海底隧道收費廣場往北潭涌：$16.8 （須用八達通,並須於上車拍卡及下車後於指定巴士站裝設拍卡機拍卡一次)
- 煜明苑往北潭涌：$12.6 （須用八達通,並須於上車拍卡及下車後於指定巴士站裝設拍卡機拍卡一次)
- 水邊村往小西灣（藍灣半島）：$13.4
- 藍田站往小西灣（藍灣半島）：$9.8
- 健康村往小西灣（藍灣半島）：$5.7

### 八達通轉乘優惠

#### 八達通即日回程優惠
- 使用八達通卡乘坐 698R 號線，即日來回小西灣和黃石碼頭，回程可享有 $2.0（小童或長者：$1.0）優惠，而 698R 號線的八達通免費轉乘計劃亦可與即日來回優惠共用。

### 由黃石碼頭往小西灣
- 乘客使用同一張八達通卡：
  - 乘客可免費轉乘路線 77/ 99 往筲箕灣/ 85 往小西灣/ 寶馬山。
  - 轉乘地點：
    - 路線 698R → 85（往寶馬山）：樂基中心，英皇道
    - 路線 698R → 85（往小西灣）/ 77/ 99：太古城中心，英皇道

## 使用車輛
此線開辦時，主要使用12米巴士，包括丹尼士三叉戟三型（22XX）、富豪奧林比安（6XX）等。但在本路線於2005年延長至黃石碼頭後，因為路面限制，城巴不再使用12米巴士，並改以富豪奧林比安11.3米（9XX、90XX）為主要用車，直至2011年9月起，才加入富豪B9TL 10.6米（7500）為主要用車。隨著城巴於2011年底至2013年分2批大量引入配置歐盟五型環保引擎的亞歷山大丹尼士Enviro 400 10.5米雙軸雙層低地台空調巴士量產版（7002-7059），本路線才得以引入該款巴士行走，以節省東區海底隧道的昂貴隧道費（當時2軸及3軸雙層巴士隧道費分別為$75及$100），亦令本路線再次出現低地台巴士行走，該款巴士更成為本路線常用車。
2014年11月9日，本線最後班次更出現12米用車，包括亞歷山大丹尼士Enviro 500 MMC(8331)，真正尾班車更由從未進入西貢的斯堪尼亞K280UD(8900)負責。

## 行車路線
小西灣（藍灣半島）經：小西灣道、小西灣邨巴士總站、小西灣道、柴灣道、環翠道、柴灣道、筲箕灣道、英皇道、康山道、英皇道、健康西街、七姊妹道、電照街、渣華道、民康街、東區走廊、東區海底隧道、鯉魚門道、將軍澳道、將軍澳隧道、將軍澳隧道公路、迴旋處、環保大道、昭信路、坑口道、清水灣道、隧道、西貢公路、新西貢公路，西貢公路、普通道、美裕街、西貢北公共運輸交匯處、美裕街、普通道、大網仔路及北潭路。
黃石碼頭開經：北潭路、大網仔路、普通道、福民路、西貢北、惠民路、福民路、普通道、西貢公路、清水灣道、坑口道、昭信路、環保大道、迴旋處、將軍澳隧道公路、將軍澳隧道、將軍澳道、鯉魚門道、東區海底隧道、東區走廊、民康街、英皇道、筲箕灣道、柴灣道、環翠道、柴灣道及小西灣道

### 沿線車站
| 小西灣（藍灣半島）開出 | 小西灣（藍灣半島）開出 | 小西灣（藍灣半島）開出           | 黃石碼頭開出 | 黃石碼頭開出         | 黃石碼頭開出                     |
| ---------------------- | ---------------------- | -------------------------------- | ------------ | -------------------- | -------------------------------- |
| 車站                   | 車站名稱               | 位置                             | 車站         | 車站名稱             | 位置                             |
| 1                      | 小西灣（藍灣半島）     | 小西灣（藍灣半島）公共運輸交匯處 | 1            | 黃石碼頭             | 黃石碼頭巴士總站                 |
| 2                      | 富景花園               | 小西灣道                         | 2            | 高塘下洋             | 北潭路                           |
| 3                      | 小西灣邨               | 小西灣邨巴士總站                 | 3            | 高塘                 | 北潭路                           |
| 4                      | 曉翠街                 | 小西灣道                         | 4            | 土瓜坪               | 北潭路                           |
| 5                      | 富城閣                 | 柴灣道                           | 5            | 北潭凹               | 北潭路                           |
| 6                      | 樂軒臺                 | 柴灣道                           | 6            | 北潭凹管理站         | 北潭路                           |
| 7                      | 環翠街市               | 柴灣道                           | 7            | 麥理浩夫人度假村     | 北潭路                           |
| 8                      | 環翠邨澤翠樓           | 環翠道                           | 8            | 鰂魚湖               | 北潭路                           |
| 9                      | 興華邨卓華樓           | 環翠道                           | 9            | 上窰                 | 大網仔路                         |
| 10                     | 興華邨豐興樓           | 環翠道                           | 10           | 北潭涌               | 北潭涌巴士總站                   |
| 11                     | 天主教海星堂           | 柴灣道                           | 11           | 黃麖地               | 大網仔路                         |
| 12                     | 興民邨                 | 柴灣道                           | 12           | 斬竹灣               | 大網仔路                         |
| 13                     | 山翠苑                 | 柴灣道                           | 13           | 西貢戶外訓練營       | 大網仔路                         |
| 14                     | 筲箕灣東官立中學       | 柴灣道                           | 14           | 大網仔新村           | 大網仔路                         |
| 15                     | 阿公岩道               | 柴灣道                           | 15           | 大網仔               | 大網仔路                         |
| 16                     | 南安里                 | 筲箕灣道                         | 16           | 亞公灣               | 大網仔路                         |
| 17                     | 新成街                 | 筲箕灣道                         | 17           | 鳳秀路               | 大網仔路                         |
| 18                     | 海晏街                 | 筲箕灣道                         | 18           | 早禾坑               | 大網仔路                         |
| 19                     | 西灣河文娛中心         | 筲箕灣道                         | 19           | 黃竹灣               | 大網仔路                         |
| 20                     | 太富街                 | 筲箕灣道                         | 20           | 麥邊                 | 大網仔路                         |
| 21                     | 康怡廣場               | 康山道                           | 21           | 大環                 | 大網仔路                         |
| 22                     | 寶峰園                 | 英皇道                           | 22           | 沙角尾               | 大網仔路                         |
| 23                     | 新威園                 | 英皇道                           | 23           | 西貢警署             | 福民路                           |
| 24                     | 民新街                 | 英皇道                           | 24           | 西貢                 | 西貢巴士總站                     |
| 25                     | 健康村                 | 英皇道                           | 25           | 西貢大會堂           | 普通道                           |
| 26                     | 電照街                 | 電照街                           | 26           | 翠塘花園             | 西貢公路                         |
| 27                     | 東區海底隧道收費廣場   | 東區海底隧道                     | 27           | 菠蘿輋               | 西貢公路                         |
| 28                     | 藍田站                 | 鯉魚門道                         | 28           | 北港                 | 西貢公路                         |
| 29                     | 觀塘警署               | 將軍澳道                         | 29           | 大涌口               | 西貢公路                         |
| 30                     | 煜明苑                 | 昭信路                           | 30           | 白沙台               | 西貢公路                         |
| 31                     | 將軍澳醫院             | 坑口道                           | 31           | 白沙灣               | 西貢公路                         |
| 32                     | 聖雲仙天主堂           | 坑口道                           | 32           | 漁民新村             | 西貢公路                         |
| 33                     | 水邊村                 | 坑口道                           | 33           | 北圍                 | 西貢公路                         |
| 34                     | 影業路                 | 清水灣道                         | 34           | 匡湖居               | 西貢公路                         |
| 35                     | 銀影路                 | 清水灣道                         | 35           | 窩美                 | 西貢公路                         |
| 36                     | 大埔仔村               | 清水灣道                         | 36           | 南圍                 | 西貢公路                         |
| 37                     | 大埔仔坳               | 清水灣道                         | 37           | 大埔仔坳             | 清水灣道                         |
| 38                     | 窩美                   | 新西貢公路                       | 38           | 大埔仔村             | 清水灣道                         |
| 39                     | 蠔涌                   | 西貢公路                         | 39           | 銀影路               | 清水灣道                         |
| 40                     | 北圍                   | 西貢公路                         | 40           | 水邊村               | 坑口道                           |
| 41                     | 漁民新村               | 西貢公路                         | 41           | 半見村               | 坑口道                           |
| 42                     | 白沙灣                 | 西貢公路                         | 42           | 煜明苑               | 昭信路                           |
| 43                     | 白沙台                 | 西貢公路                         | 43           | 藍田站               | 鯉魚門道                         |
| 44                     | 大涌口                 | 西貢公路                         | 44           | 東區海底隧道收費廣場 | 東區海底隧道                     |
| 45                     | 北港                   | 西貢公路                         | 45           | 健康村               | 英皇道                           |
| 46                     | 菠蘿輋                 | 西貢公路                         | 46           | 模範邨               | 英皇道                           |
| 47                     | 翠塘花園               | 西貢公路                         | 47           | 北角官立小學         | 英皇道                           |
| 48                     | 西貢大會堂             | 普通道                           | 48           | 新威園               | 英皇道                           |
| 49                     | 西貢北                 | 西貢北公共運輸交匯處             | 49           | 惠安苑               | 英皇道                           |
| 50                     | 沙角尾                 | 大網仔路                         | 50           | 太古城中心           | 英皇道                           |
| 51                     | 大環                   | 大網仔路                         | 51           | 太安樓               | 筲箕灣道                         |
| 52                     | 麥邊                   | 大網仔路                         | 52           | 海晏街               | 筲箕灣道                         |
| 53                     | 黃竹灣                 | 大網仔路                         | 53           | 愛秩序灣道           | 筲箕灣道                         |
| 54                     | 早禾坑                 | 大網仔路                         | 54           | 南安里               | 筲箕灣道                         |
| 55                     | 鳳秀路                 | 大網仔路                         | 55           | 阿公岩道             | 柴灣道                           |
| 56                     | 亞公灣                 | 大網仔路                         | 56           | 鯉魚門公園           | 柴灣道                           |
| 57                     | 大網仔                 | 大網仔路                         | 57           | 大潭道               | 柴灣道                           |
| 58                     | 大網仔新村             | 大網仔路                         | 58           | 東區醫院             | 柴灣道                           |
| 59                     | 西貢戶外訓練營         | 大網仔路                         | 59           | 高威閣               | 柴灣道                           |
| 60                     | 斬竹灣                 | 大網仔路                         | 60           | 興華邨興翠樓         | 環翠道                           |
| 61                     | 黃麖地                 | 大網仔路                         | 61           | 興華邨卓華樓         | 環翠道                           |
| 62                     | 北潭涌                 | 北潭涌巴士總站                   | 62           | 環翠邨               | 環翠道                           |
| 63                     | 上窰                   | 大網仔路                         | 63           | 怡泰街               | 柴灣道                           |
| 64                     | 鰂魚湖                 | 北潭路                           | 64           | 漁灣邨               | 柴灣道                           |
| 65                     | 麥理浩夫人渡假村       | 北潭路                           | 65           | 常安街               | 柴灣道                           |
| 66                     | 北潭凹管理站           | 北潭路                           | 66           | 富欣花園             | 小西灣道                         |
| 67                     | 北潭凹                 | 北潭路                           | 67           | 富怡花園             | 小西灣道                         |
| 68                     | 屋頭                   | 北潭路                           | 68           | 富景花園             | 小西灣道                         |
| 69                     | 高塘                   | 北潭路                           | 69           | 小西灣（藍灣半島）   | 小西灣（藍灣半島）公共運輸交匯處 |
| 70                     | 大灘                   | 北潭路                           |              |                      |                                  |
| 71                     | 大灘燒烤場             | 北潭路                           |              |                      |                                  |
| 72                     | 黃石碼頭               | 黃石碼頭巴士總站                 |              |                      |                                  |

## 小資料
- 本線在營運時期是當時編號最大的東隧常規專利過海巴士路線。
- 黃石碼頭巴士總站位處西貢北，是屬於大埔區，在該站是有大埔區議會的標誌，所以本線是城巴首條來往大埔區（只限西貢北）的獨營專利巴士路線，亦因此令城巴的站牌首次出現於大埔區(西貢北)，第二次已是相隔10年後2024年4月28日，營運十四鄉的581線及582線。
- 本路線與已取消的九巴T6（石排灣－北潭涌），同於2003年6月15日投入服務，由於開辦日子剛好是香港受沙士疫情舒緩後不久，有市民認為是政府因沙士疫情導致旅遊業大受打擊，為推動香港本地旅遊而要求巴士公司開辦的。實情是，該兩線屬2003-04年度巴士路線發展計劃的新線，與沙士疫情無關，在計劃中兩線原名叫395（小西灣－北潭涌）及396（石排灣－北潭涌），城巴及九巴分別投得395及396號線後，便將編號正名為698R及T6。

## 最多分站紀錄
自開線至停駛，本線一直與九巴的53線爭奪沿途分站最多的名銜。
- 本路線原本由小西灣往北潭涌分站已達63個，兩邊總和更達至124個，原本已是全港過海巴士路線中擁有最多分站的路線，自延長至黃石碼頭，來回程增添17個分站，兩邊總和增加至141個，打破原本九龍巴士53線擁有全港最多分站（139個）的紀錄
- 2005年5月7日：因九龍巴士53線來回程於分別於青山公路南山游泳會及金麗苑各增設一個車站，2006年2月3日起往荃灣方向於青山公路青龍頭村增設一個車站，令本線的分站數目紀錄再度被打破
- 2006年11月20日：因九龍巴士53線來回程取消雙仙灣巴士站，令本線再度與九龍巴士53線並列全港巴士路線中擁有最多分站的路線
- 2007年2月2日：九龍巴士53線往荃灣方向加停青山公路近深慈街分站，一度令本路線最多分站的紀錄二度被打破
- 2007年2月16日：西貢福民路取消假日部份時間不停西貢警署巴士站之措施，令本路線之巴士站數目再次與九龍巴士53線打成平手
- 2008年2月3日：配合西貢北公共交通交匯處啟用，往黃石碼頭方向繞經該處而不經西貢巴士總站，令沿途分站減少一個，導致本路線之巴士站數目第三度被九龍巴士53線打破。
- 但2012年12月23日起，因田廈路擴闊工程，九龍巴士53線往元朗方向臨時改經洪水橋田心路及洪天路，在屯門公路轉車站全面啟用前，兩邊車站減少至138個，本線再度打破九龍巴士53線的紀錄直至本線取消[13]。